# Fornos de Algodres
Fornos de Algodres és un municipi portuguès, situat al districte de Guarda, a la regió del Centre i a la Subregió de Serra da Estrela. L'any 2006 tenia 5.368 habitants. Es divideix en 16 freguesias. Limita al nord-oest amb Trancoso, a l'est amb Celorico da Beira, al sud amb Gouveia, a l'oest amb Mangualde i Penalva do Castelo i al nord-oest amb Aguiar da Beira.

## Població
| Població del concelho de Fornos de Algodres (1801 – 2004) | Població del concelho de Fornos de Algodres (1801 – 2004) | Població del concelho de Fornos de Algodres (1801 – 2004) | Població del concelho de Fornos de Algodres (1801 – 2004) | Població del concelho de Fornos de Algodres (1801 – 2004) | Població del concelho de Fornos de Algodres (1801 – 2004) | Població del concelho de Fornos de Algodres (1801 – 2004) | Població del concelho de Fornos de Algodres (1801 – 2004) | Població del concelho de Fornos de Algodres (1801 – 2004) |
| --------------------------------------------------------- | --------------------------------------------------------- | --------------------------------------------------------- | --------------------------------------------------------- | --------------------------------------------------------- | --------------------------------------------------------- | --------------------------------------------------------- | --------------------------------------------------------- | --------------------------------------------------------- |
| 1801                                                      | 1849                                                      | 1900                                                      | 1930                                                      | 1960                                                      | 1981                                                      | 1991                                                      | 2001                                                      | 2004                                                      |
| 912                                                       | 5962                                                      | 10147                                                     | 9730                                                      | 9035                                                      | 6594                                                      | 6270                                                      | 5629                                                      | 5434                                                      |

## Freguesies
- Algodres
- Casal Vasco
- Cortiçô
- Figueiró da Granja
- Fornos de Algodres
- Fuinhas
- Infias
- Juncais
- Maceira
- Matança
- Muxagata
- Queiriz
- Sobral Pichorro
- Vila Chã
- Vila Ruiva
- Vila Soeiro do Chão